# Johan Forsling
Johan Forsling, född 1969, är en svensk musiker. Han spelade tidigare gitarr i bandet The Bear Quartet, en grupp han emellertid lämnade 1995. Han medverkade på gruppens tre första studioalbum: Penny Century (1992), Family Affair (1993) och Cosy Den (1993). Forsling spelade även i bandet Him Kerosene.